# پلان، اسپانیا
پلان (به اسپانیایی: Polán) یک شهرستان در اسپانیا است که در استان تولدو واقع شده‌است.

## خصوصیات
پلان ۱۵۸ کیلومترمربع مساحت و ۳٬۷۵۸ نفر جمعیت دارد و ۶۴۸ متر بالاتر از سطح دریا واقع شده‌است.